# Gainesboro (Tennessee)
Gainesboro település az Amerikai Egyesült Államok Tennessee államában, Jackson megyében, melynek megyeszékhelye is. Lakosainak száma 920 fő (2020. április 1.).

## Népesség
A település népességének változása:

| 2010 | 962 |
| 2020 | 920 |